# Саед Рахим Наби
Саед Рахим Наби (англ. Syed Rahim Nabi; 14 декабря 1985, Калькутта, Индия) — индийский футболист, полузащитник клуба «Мумбаи Сити» и сборной Индии.

## Биография

### Клубная карьера
С 2001 года по 2002 год выступал за футбольную академию «Тата». Позже выступал за клуб «Мохаммедан» из Калькутты, всего сыграл 31 матч и забил 11 мячей.
В 2004 году перешёл в «Ист Бенгал». В своём первом сезоне 2004/05 за клуб Наби сыграл в 21 матче и забил 3 гола в чемпионате Индии. «Ист Бенгал» тогда занял 3-е место уступив лишь «Спортинг Клубу де Гоа» и «Демпо». В сезоне 2005/06 «Ист Бенгал» стал серебряным призёром. Наби вместе с командой трижды выигрывал Кубок Федерации Индии в 2007, 2009 и 2010. Саед Рахим Наби является капитаном команды.

### Карьера в сборной
С 2004 года играет за национальную сборную Индии. Вместе с командой выиграл Кубок Неру в 2009. Наби попал в список игроков, которые выступали на Кубке Азии 2011 в Катаре.

## Достижения
- Серебряный призёр чемпионата Индии (1): 2005/06
- Бронзовый призёр чемпионата Индии (1): 2004/05
- Обладатель Кубка Федерации Индии (3): 2007, 2009, 2010
- Обладатель Кубка Неру (1): 2009